# Chaetodon lineolatus
Chaetodon lineolatus là một loài cá biển thuộc chi Cá bướm (phân chi Rabdophorus) trong họ Cá bướm. Loài này được mô tả lần đầu tiên vào năm 1831.

## Từ nguyên
Tính từ định danh lineolatus trong tiếng Latinh có nghĩa là "có sọc dọc", hàm ý đề cập đến các đường sọc đen trên cơ thể của loài cá này.

## Phạm vi phân bố và môi trường sống
C. lineolatus được phân bố trên khắp khu vực Ấn Độ Dương - Thái Bình Dương. Từ Biển Đỏ dọc theo bờ biển Đông Phi, phạm vi của loài cá này trải dài về phía đông đến quần đảo Hawaii (Hoa Kỳ), quần đảo Marquises (Polynésie thuộc Pháp) và đảo Ducie (quần đảo Pitcairn), ngược lên phía bắc đến vùng biển phía nam Nhật Bản, xa về phía nam đến đảo Lord Howe (Úc) và quần đảo Gambier.
Ở Việt Nam, C. lineolatus được ghi nhận tại vịnh Hạ Long (Quảng Ninh); cồn Cỏ (Quảng Trị); cù lao Chàm (Quảng Nam), đảo Lý Sơn (Quảng Ngãi) và quần đảo Hoàng Sa; Phú Yên; Ninh Thuận; vịnh Vân Phong và vịnh Nha Trang (Khánh Hòa); cù lao Câu (Bình Thuận) và Côn Đảo.
C. lineolatus sinh sống tập trung ở những khu vực mà san hô phát triển phong phú trên các rạn viền bờ hay trong đầm phá, độ sâu có thể lên đến 171 m.

## Mô tả

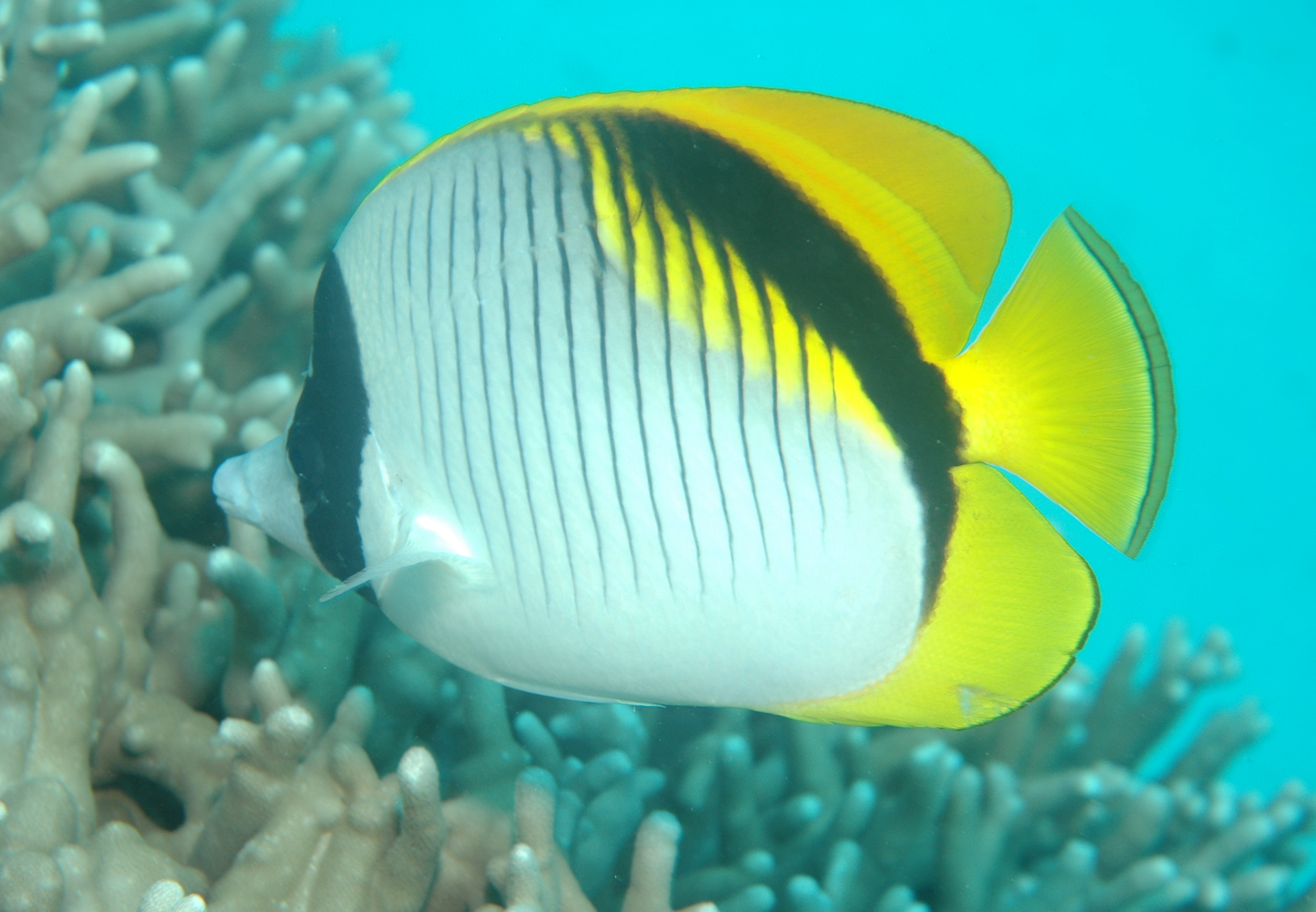
C. lineolatus

C. lineolatus có chiều dài cơ thể lớn nhất được ghi nhận là 30 cm. Cơ thể có màu trắng với những đường sọc dọc mảnh, màu đen ở bên thân. Vùng thân sau ở góc trên cùng vây đuôi, vây lưng và vây hậu môn có màu vàng tươi. Vây ngực trong suốt. Một vệt đen dọc theo phần sau của lưng, kéo dài qua cuống đuôi đến gốc các tia vây hậu môn phía cuối. Đầu có một dải đen kéo dài qua mắt. Rìa sau vây đuôi có màu đen.
Số gai ở vây lưng: 12; Số tia vây ở vây lưng: 24–27; Số gai ở vây hậu môn: 3; Số tia vây ở vây hậu môn: 20–22; Số tia vây ở vây ngực: 15–17; Số gai ở vây bụng: 1; Số tia vây ở vây bụng: 5; Số vảy đường bên: 26–33.

## Sinh thái học
C. lineolatus là loài ăn tạp, chủ yếu là các loài thủy sinh không xương sống (như nghêu, giun biển Spirobranchus hay các loài thân mềm của bộ Zoantharia) và tảo. Tuy C. lineolatus cũng ăn cả san hô nhưng chúng không hoàn toàn phụ thuộc vào nguồn thức ăn này.
C. lineolatus thường được nhìn thấy là sống theo cặp, nhưng cũng có thể sống đơn độc và có khi hợp thành đàn.

## Phân loại học
C. lineolatus là loài chị em gần nhất với Chaetodon oxycephalus, và cả hai hợp thành nhóm chị em với Chaetodon ulietensis, Chaetodon falcula và Chaetodon semilarvatus dựa trên kết quả phân tích phát sinh chủng loại phân tử.
Ngoại trừ C. semilarvatus là có kiểu hình khác biệt hoàn toàn, C. ulietensis và C. falcula có thể dễ dàng phân biệt với hai loài chị em còn lại nhờ vào hai vệt xám đen ở thân trên. C. lineolatus và C. oxycephalus rất khó phân biệt nếu chỉ nhìn thoáng qua: dải đen băng qua mắt của C. oxycephalus bị đứt đoạn tạo thành một đốm đen riêng biệt ngay trên trán, còn dải đen của C. lineolatus liên tục và có một đốm xám giữa trán.

## Lai tạp
Những cá thể mang kiểu màu trung gian giữa C. lineolatus với ba loài Chaetodon auriga, C. oxycephalus và C. semilarvatus đã được bắt gặp trong tự nhiên.

## Thương mại
C. lineolatus là một loài thường được xuất khẩu trong ngành thương mại cá cảnh.